# Cecílie zlatá
Cecílie zlatá nebo také červor tlustokožitý nebo červoř tlustokožitý (Schistometopum thomense) je druh červora z čeledi Dermophiidae.

## Výskyt
Tento červor je endemit na Svatém Tomáši a Princově ostrově u západního pobřeží Afriky.

## Popis
Cecílie zlatá měří asi 30 centimetrů, zbarvení je nápadně žluté, což je mezi červory spíše výjimkou. Je vejcoživorodá, vejce se vyvíjejí v těle matky a na svět přicházejí vylíhnutá mláďata. Cecílie se živí hmyzem a dalšími bezobratlými, které loví na svůj lepivý jazyk.

## Ohrožení
Ačkoli se červor vyskytuje pouze na malém území, IUCN jej řadí mezi málo dotčené druhy, protože se v celém areálu rozšíření vyskytuje hojně a je přizpůsobivý k narušování přírodních stanovišť. 